# Robert Blatchford
Robert Peel Glanville Blatchford, född 17 mars 1851 i Maidstone, England, död 17 december 1943 i Horsham, England, var en brittisk socialistisk agitator, journalist och författare.
Efter att ha tjänstgjort som soldat var Blatchford anställd på kontor, innan han 1884 började ägna sig åt journalistisk verksamhet. Han startade arbetartidningen The Clarion 1891, där han i korta, skarpa och välskrivna artiklar argumenterade för socialismen. Vid första världskrigets utbrott agiterade Blatchford bland arbetarna för att förmå dem att ta värvning. Hans mest kända skrift är Merrie England (1894, Det glada England).

## Svenska översättningar
- Det glada England (Merrie England) (översättning A. F. Åkerberg, efterskrift Hjalmar Branting, Socialdemokratiska arbetarpartiet, 1896)
- Tre öppna bref till en biskop om socialismen (översättning Kata Dahlström, 1899)
- En existensmöjlig lön och lagen om tillgång och efterfrågan (ett öppet bref till Englands gruvarbetare) (översättning Charles Lindley, Stockholm : Arb.-tr., 1906)
- Lektioner i socialism (bearbetad af Gottfrid Frösell, Hälsingborg, 1909)